# Copris ritsemae
Copris ritsemae là một loài bọ cánh cứng trong họ Bọ hung (Scarabaeidae).